# Campeonato Mundial de Halterofilismo de 2011 - Até 75 kg feminino
A categoria até 75 kg feminino foi um evento do Campeonato Mundial de Halterofilismo de 2011, disputado na Disneyland Resort Paris, em Paris, na França, no dia 10 de novembro de 2011. 

## Calendário
Horário local (UTC+1)
| Dia            | Horário | Fase    |
| -------------- | ------- | ------- |
| 10 de novembro | 13:00   | Grupo B |
| 10 de novembro | 19:00   | Grupo A |

## Medalhistas
| Evento    | Ouro                       | Ouro   | Prata                      | Prata  | Bronze              | Bronze |
| --------- | -------------------------- | ------ | -------------------------- | ------ | ------------------- | ------ |
| Arranque  | Svetlana Podobedova (KAZ)  | 131 kg | Nadezhda Evstyukhina (RUS) | 130 kg | Iryna Kulesha (BLR) | 121 kg |
| Arremesso | Nadezhda Evstyukhina (RUS) | 163 kg | Svetlana Podobedova (KAZ)  | 156 kg | Kim Un-ju (PRK)     | 151 kg |
| Total     | Nadezhda Evstyukhina (RUS) | 293 kg | Svetlana Podobedova (KAZ)  | 287 kg | Kim Un-ju (PRK)     | 265 kg |

## Recordes
Antes desta competição, o recorde mundial da prova era o seguinte:
| Recorde         | Tipo      | Atleta                     | Peso   | Local   | Data                   |
| Recorde Mundial | Arranque  | Svetlana Podobedova (KAZ)  | 134 kg | Antália | 22 de setembro de 2010 |
| Recorde Mundial | Arremesso | Nadezhda Evstyukhina (RUS) | 162 kg | Cazã    | 16 de abril de 2011    |
| Recorde Mundial | Total     | Svetlana Podobedova (KAZ)  | 295 kg | Antália | 22 de setembro de 2010 |

Os seguintes novos recordes foram estabelecidos durante esta competição.
| Arremesso | 163 kg | Nadezhda Evstyukhina (RUS) | Recorde mundial |

## Resultado
Os resultados foram os seguintes. 
| Pos.              | Atleta                     | Grupo | Peso  | Arranque (kg) | Arranque (kg) | Arranque (kg) | Arranque (kg)     | Arremesso (kg) | Arremesso (kg) | Arremesso (kg) | Arremesso (kg)    | Total |
| Pos.              | Atleta                     | Grupo | Peso  | 1             | 2             | 3             | Resultado         | 1              | 2              | 3              | Resultado         | Total |
| ----------------- | -------------------------- | ----- | ----- | ------------- | ------------- | ------------- | ----------------- | -------------- | -------------- | -------------- | ----------------- | ----- |
| Medalha de ouro   | Nadezhda Evstyukhina (RUS) | A     | 74.18 | 125           | 130           | 133           | Medalha de prata  | 155            | 158            | 163            | Medalha de ouro   | 293   |
| Medalha de prata  | Svetlana Podobedova (KAZ)  | A     | 74.84 | 126           | 131           | 135           | Medalha de ouro   | 156            | 156            | 163            | Medalha de prata  | 287   |
| Medalha de bronze | Kim Un-ju (PRK)            | A     | 74.75 | 105           | 111           | 114           | 6                 | 146            | 151            | 156            | Medalha de bronze | 265   |
| 4                 | Iryna Kulesha (BLR)        | A     | 74.52 | 115           | 119           | 121           | Medalha de bronze | 135            | 140            | 145            | 6                 | 261   |
| 5                 | Lidia Valentín (ESP)       | A     | 74.34 | 112           | 117           | 120           | 4                 | 133            | 138            | 142            | 7                 | 258   |
| 6                 | Kang Yue (CHN)             | A     | 72.72 | 110           | 116           | 120           | 5                 | 135            | 140            | 140            | 9                 | 251   |
| 7                 | Anna Nurmukhambetova (KAZ) | A     | 73.69 | 105           | 110           | 115           | 9                 | 135            | 141            | 141            | 4                 | 251   |
| 8                 | Svetlana Shimkova (RUS)    | A     | 69.20 | 110           | 113           | 113           | 8                 | 135            | 140            | 144            | 5                 | 250   |
| 9                 | Abeer Abdelrahman (EGY)    | A     | 74.96 | 107           | 112           | 115           | 7                 | 136            | 141            | 141            | 8                 | 248   |
| 10                | Ubaldina Valoyes (COL)     | A     | 73.91 | 103           | 107           | 110           | 10                | 127            | 133            | 133            | 10                | 240   |
| 11                | Juliet Okoebor (NGR)       | B     | 74.36 | 100           | 102           | —             | 12                | 123            | 123            | 123            | 11                | 223   |
| 12                | Mary Opeloge (SAM)         | A     | 73.99 | 97            | 97            | 101           | 11                | 121            | 122            | 124            | 15                | 222   |
| 13                | Kazue Imahoko (JPN)        | A     | 74.65 | 100           | 104           | 104           | 13                | 117            | 120            | 123            | 17                | 220   |
| 14                | Jeane Lassen (CAN)         | B     | 74.81 | 92            | 95            | 97            | 17                | 118            | 123            | 123            | 12                | 220   |
| 15                | Yvonne Kranz (GER)         | B     | 74.85 | 90            | 94            | 97            | 18                | 116            | 120            | 123            | 13                | 220   |
| 16                | María Álvarez (VEN)        | B     | 73.11 | 96            | 99            | 100           | 14                | 116            | 118            | 120            | 16                | 219   |
| 17                | Jaqueline Ferreira (BRA)   | B     | 73.89 | 92            | 96            | 100           | 19                | 115            | 121            | 123            | 14                | 217   |
| 18                | Mandy Wedow (GER)          | B     | 74.72 | 93            | 96            | 98            | 15                | 114            | 117            | 119            | 18                | 217   |
| 19                | Yarvanis Herrera (VEN)     | B     | 73.62 | 97            | 100           | 100           | 16                | 115            | 118            | 120            | 19                | 215   |
| 20                | Jenna Myers (AUS)          | B     | 74.19 | 91            | 95            | 97            | 20                | 112            | 117            | 117            | 20                | 207   |
| 21                | Michaela Detenamo (NRU)    | B     | 74.24 | 90            | 93            | 93            | 21                | 112            | 116            | 116            | 21                | 202   |
| 22                | Bianka Bazsó (HUN)         | B     | 70.66 | 84            | 88            | 91            | 22                | 106            | 110            | 110            | 22                | 194   |
| 23                | Zhang Shaoling (MAC)       | B     | 73.77 | 65            | 70            | 75            | 24                | 80             | 85             | 90             | 23                | 165   |
| —                 | Martina Szepesi (HUN)      | B     | 74.07 | 83            | 87            | 89            | 23                | 107            | 107            | 107            | —                 | —     |
| DSQ               | Hadiza Zakari (NGR)        | B     | 74.89 | 115           | 115           | 115           | —                 | 125            | 125            | —              | —                 | —     |